# Kingdom 5KR

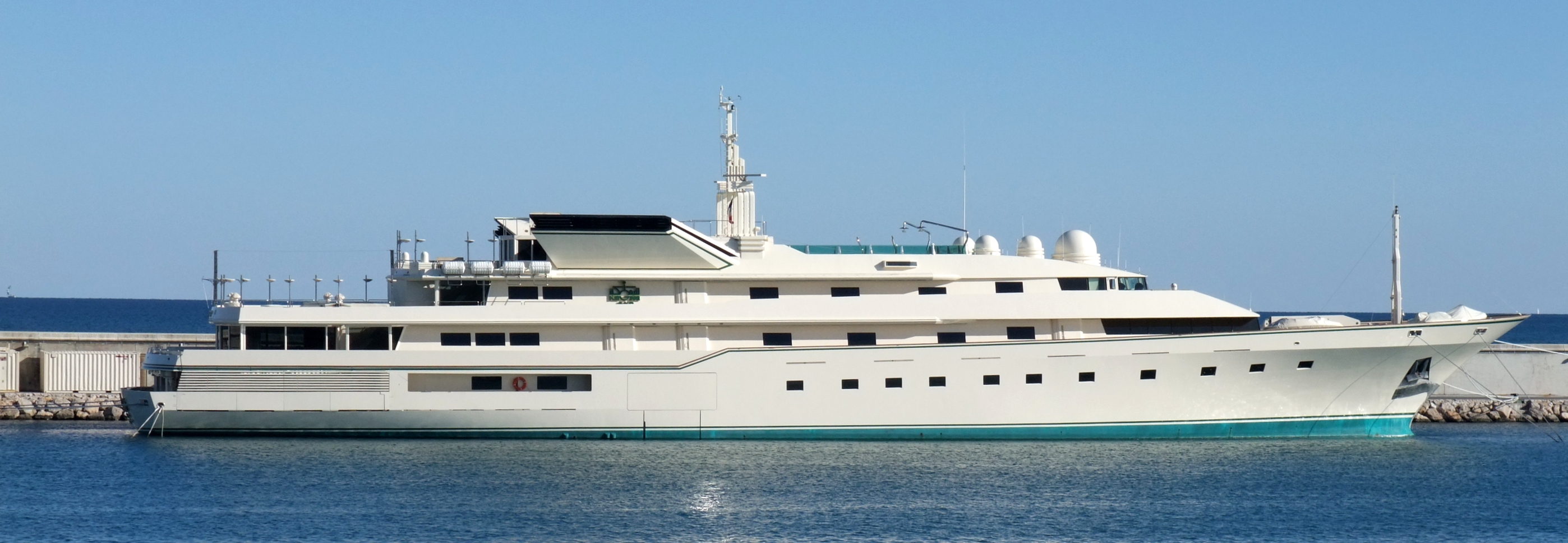
Kingdom 5KR

Il Kingdom 5KR è un panfilo, precedentemente denominato Trump Princess e ancor prima Nabila.
Definita, al momento del varo, dalla rivista “Power and Motoryacht”, la “barca più spettacolare del mondo”, è uno yacht di 86 metri (282 piedi) varato dai cantieri Benetti a Viareggio il 25 giugno 1979 e consegnato all'uomo d'affari saudita Adnan Khashoggi il 25 giugno 1980 nel porto di Montecarlo. 
Il panfilo è citato nel brano Khashoggi's Ship dei Queen, tratto dall'album The Miracle, 1989.

## La storia
Lo yacht, le cui linee portano la firma dell'architetto australiano John Bannemberg, ha scafo in acciaio, sovrastrutture in alluminio e carena a bulbo. Al momento del varo il colore è grigio argento e bianco; tale bicromia ne esalta le linee allungandone il profilo e dando slancio alla forma: grigio argento nello scafo fino al corrimano in legno che sovrasta il parapetto del ponte principale, bianche le sovrastrutture e di nuovo grigia la sola parte sottostante dei fumaioli che si aprono ad “ala” o “libro” sul ponte superiore, nascondendo tra il loro profilo il quinto ponte del panfilo e racchiudendone, sulla sommità, l'eliporto.
Due motori NoHAB Polar 16 cilindri da 3.000 cavalli di potenza ciascuno, riescono a far raggiungere allo yacht la velocità massima di 18 nodi e 618.250 litri di carburante contenuti in quattordici cisterne garantiscono un'autonomia di oltre 7.200 miglia marine (pari a 13.600 chilometri e due volte e mezzo la traversata dell'Oceano Atlantico). La corrente elettrica è assicurata da una coppia di generatori da 855 Kva ciascuno. Il dislocamento è di 2.465 tonnellate.
Lo yacht è organizzato su cinque ponti (pur vedendosene solamente tre) e gli interni sono stati disegnati dall'architetto italiano Luigi Sturchio. Al momento del varo poteva imbarcare ventidue ospiti e 52 persone d'equipaggio. L'allestimento interno, al momento del varo, prevedeva oltre ad 11 cabine per gli ospiti, compresa quella dell'armatore. ed a quelle atte ad ospitare le 52 persone d'equipaggio che vi prendevano servizio, zona ospedale con sala operatoria e TAC, cinema, due saloni, di cui uno adibito a discoteca, veranda, sala da pranzo, due cucine, pasticceria, dispense in grado di conservare cibo sufficiente alla sopravvivenza di 100 persone per tre mesi, sala per videogiochi ed un ponte esterno - quello superiore verso prua - interamente riservato all'armatore con piscina ed ascensore (con cupola in cristallo) che lo collegava direttamente alla cabina armatoriale posta due ponti più sotto, dotata di salotto privato, sauna e bagno turco. Al momento del varo i cinque ponti sono collegati da tre ascensori (uno per l'equipaggio, uno per gli ospiti ed uno per l'armatore) oltre che da rampe di scale al solo uso dell'equipaggio ed una semicircolare per gli ospiti. Al varo (1979) la barca disponeva di circa 200 telefoni supportati dai primi sistemi di comunicazione satellitare ad uso civile.

## Passaggi di proprietà

Il panfilo Nabila di Adnan Khashoggi ormeggiato a Porto Santo Stefano.

Varato nel 1979, il panfilo rimane di proprietà di Adnan Kashoggi fino al 1989, anno nel quale finisce in pegno a Hassanal Bolkiah, 29º Sultano del Brunei, il quale lo vende quasi subito a Donald Trump che lo ribattezza Trump Princess, e, dopo un piccolo restyling, lo destina per breve tempo a casinò e guest house per facoltosi giocatori e ne riallestisce la zona ospedale ricavandone un magazzino.
Lo yacht rimane di proprietà di Trump solo fino al 1991, anno nel quale la proprietà passa all'emiro saudita Al-Walid bin Talal (attuale proprietario) il quale lo ribattezza Kingdom 5KR e nel corso di un ampio restauro (ad opera di cantieri olandesi) ne cambia il colore e la vernice all'attuale bianco sabbia con riga verde a simboleggiare la sabbia del deserto ed il verde delle palme.
Superato in lunghezza dalla moltitudine di yacht varati nel corso degli ultimi anni, il Kingdom 5KR è stata la prima barca ad essere sottoposta ad un'attenzione mediatica fin dal suo varo e si distingue da altri panfili per linee esterne mai superate e quanto mai attuali.
Da notizie e dati raccolti, tra gli altri, lo yacht ha avuto come tender un taxi veneziano interamente in legno, un Cigarette - velocissimo motoscafo molto di moda negli anni '80- ed un motoscafo veloce chiamato Adnanian, dal nome del proprietario, in grado di raggiungere 70 nodi.
Lo yacht è stato utilizzato, nel 1983, per le riprese del film di James Bond Mai dire mai ed è nominato nella canzone "Khashoggi's Ship" dei Queen facente parte dell'album The Miracle del 1989.
Quando non naviga, generalmente lo Yacht è ormeggiato a Sanremo ed è facilmente visibile dalla pista ciclabile di Imperia che inizia da San Lorenzo Al Mare e termina ad Ospedaletti.